# Gastrocopta pilsbryana
Gastrocopta pilsbryana är en snäckart som först beskrevs av Sterki 1890.  Gastrocopta pilsbryana ingår i släktet Gastrocopta och familjen puppsnäckor. Inga underarter finns listade i Catalogue of Life.